# Ártico
El Ártico es el área alrededor del polo norte de la Tierra. Incluye partes de Rusia, Estados Unidos (Alaska), Canadá, Dinamarca (Groenlandia), Islandia, la región de Laponia, en Suecia, Noruega, Finlandia, y las islas Svalbard, así como el océano Ártico. Para definir el borde de la región ártica se usan comúnmente las isotermas de 10 °C en julio, que delimitan el clima polar.

## Descripción
Son numerosas las definiciones de región ártica. Generalmente se considera como el límite del área el círculo polar ártico, que es el límite del sol de medianoche y del oso polar. Otras definiciones se basan en el clima y en la ecología, como la isoterma de los 10 °C del mes de julio, la cual corresponde aproximadamente a la línea arbórea en la mayor parte del ártico. Social y políticamente la región ártica incluye los territorios más norteños de los ocho estados árticos (Canadá, Dinamarca, Estados Unidos, Finlandia, Islandia, Noruega, Rusia y Suecia), incluyendo Laponia, si bien, para las ciencias naturales, por sus características gran parte de este territorio se considera subártico.
El Ártico es en su mayor parte un extenso océano cubierto de una banquisa, rodeado por tierras despobladas de árboles y con el subsuelo helado. Rebosa de vida, incluyendo organismos que viven en el hielo, peces y mamíferos marinos, pájaros y algunas sociedades humanas. Por su naturaleza la región ártica es una área única. Las culturas de la región y los oriundos del lugar se han adaptado a las condiciones extremas y al frío. Desde la perspectiva del balance físico, químico y biológico, está en una posición clave. Reacciona de forma sensible particularmente a los cambios del clima, que aporta un reflejo global del estado del entorno. Desde la perspectiva de la investigación en el cambio climático, se considera un sistema de alerta temprana.
Su principal problema es el deshielo ártico (reducción del porcentaje helado del océano ártico y derretimiento de la capa de hielo de Groenlandia), que provocaría conflictos por su soberanía debido al tránsito de buques, que acortarían distancias por un potencial paso del Noroeste, y sus campos petrolíferos y otros combustibles fósiles, un tercio de las reservas mundiales.

### Toponimia
Ártico proviene de la palabra griega ἄρκτος ('oso'), en referencia a la constelación Osa Menor, cuya estrella alfa o Polar (que se encuentra a una distancia angular menor a 1.º del Polo Celeste Norte) ejerce de marcador o señal del polo norte geográfico. De la misma forma hablamos de "Antártico" al referirnos al lugar diametralmente opuesto al Ártico.

### Tipos de Ártico y climas
Las regiones terrestres árticas pueden dividirse en Ártico alto y Ártico bajo. El Ártico alto es de mayor latitud; presenta clima glacial y está formado por desiertos y glaciares. El ártico bajo, de menor latitud, tiene clima de tundra, suelo con permafrost y un ecosistema de tundra. Más al sur está la zona subártica o subpolar de los bosques boreales.

## Población

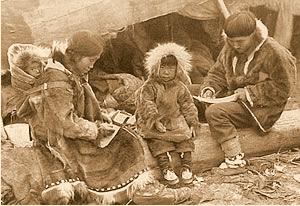
Una familia inuit, fotografía de 1916.

El grupo predominante es el inuit, que tiene dos culturas diferentes: los dorset y los thule. Muchos inuit dependen de los mamíferos que cazan para su subsistencia. Tradicionalmente, en verano viven en tiendas de piel y en invierno en iglúes. Se alimentan casi exclusivamente de carne y pescado. Su organización no es tribal: se limitan a formar grupos de una o varias familias. Los inuit se encuentran en dificultades de transición entre una cultura tradicional y otra moderna, con valores, técnicas y costumbres distintas.

## Disputas territoriales
Debido a que solo se han estudiado fragmentos del Ártico, con rompehielos o submarinos nucleares, diversos países están organizando nuevas expediciones cartográficas para reclamar el mayor territorio posible.
En todo el mundo se presentan reivindicaciones de expansión territorial, pero en el océano Ártico es donde los expertos prevén un mayor conflicto. Solo allí convergen los límites de cinco países —Rusia, Canadá, Dinamarca, Noruega y Estados Unidos—, de la misma forma que los gajos de una naranja se encuentran en el centro (los otros tres países árticos, Islandia, Suecia y Finlandia, no tienen costas en ese océano). Tales reclamaciones se avivarán en virtud del deshielo del polo norte, lo que hará que el océano Ártico sea paso navegable, haciendo probable acortar las distancias desmesuradas del canal de Suez, o Ciudad del Cabo por un paso septentrional más corto entre, por ejemplo, Tokio y Londres. Igualmente, se tiene estimado que en el sitio, existan grandes reservas energéticas y de minerales como oro, lo que ha hecho que la zona ártica sea apetecible por los estados colindantes. 
- En 2001, Rusia reclamó casi la mitad del océano Ártico; en respuesta, un grupo de técnicos rechazó tal reivindicación, por lo que en 2007 investigadores rusos viajaron en el buque de investigación Akademik Fiodorov al Polo Norte y obtuvieron datos cartográficos a su favor. En 2015 Moscú presentó a la ONU un documento para extender su plataforma continental. En la reivindicación se incluyen las crestas de Mendeléyev y de Lomonósov. Gracias a los datos de la expedición de 2007 Moscú argumenta que ambas dorsales oceánicas, así como el Polo Norte, forman parte del continente euroasiático. En julio de 2011 la Convención de las Naciones Unidas sobre el Derecho del Mar empezó a estudiar la petición de Moscú.
- En junio de ese año, Dinamarca y Canadá anunciaron que realizarían una investigación conjunta de las partes no cartografiadas del océano Ártico próximas a sus costas. A Dinamarca le interesa especialmente probar que una cadena montañosa submarina de 1600 km, la dorsal de Lomonósov, está geológicamente ligada a Groenlandia, territorio autónomo danés. Si encuentra esa relación, Dinamarca podría argumentar que el Polo Norte pertenece a los daneses, según algunos dirigentes de ese país.
- Canadá también podría reclamar una enorme área, y enfrentarse a la oposición de otros países árticos.
- Estados Unidos podría solicitar una franja de fondo marino ártico mayor que California. Pero la ratificación estadounidense del tratado de la Ley del Mar ha sido bloqueada repetidamente por un grupo de senadores republicanos, que creen que el tratado infringiría la soberanía del país. Muchos partidarios del tratado, incluido el Pentágono y el Instituto Estadounidense del Petróleo dicen que la paralización deja a Estados Unidos al margen, mientras los demás se reparten un océano.

## Tratado
El Consejo Ártico es un foro intergubernamental que discute asuntos a los que se enfrentan los gobiernos de los países árticos y los representantes de pueblos indígenas del Ártico. El primer paso hacia la formación del Consejo tuvo lugar en 1991 cuando ocho países árticos firmaron la Estrategia para la protección del medioambiente ártico. La Declaración de Ottawa de 1996 estableció formalmente el Consejo Ártico como un foro intergubernamental para proveer un medio para fomentar la cooperación, coordinación e interacción entre los Estados Árticos, con la participación de las comunidades indígenas del Ártico y otros habitantes del Ártico. El Consejo se ocupa de los asuntos comunes del Ártico, en particular temas relativos al desarrollo sostenible y la protección del medioambiente del Ártico. La Declaración de Ottawa nombró siete miembros del Consejo Ártico: Canadá, Noruega, Dinamarca, Islandia, los Estados Unidos, Suecia y Finlandia.
Con o sin tratado, las disputas territoriales plantean cuestiones sobre la capacidad de cada país para defender sus intereses. También a este respecto Estados Unidos ha demostrado menos prisa, mientras que Canadá ha actuado de manera más activa para conseguir soberanía sobre un espacio en rápido cambio, que durante mucho tiempo había olvidado. Hace tres años, Canadá empezó a patrullar las zonas más remotas del Ártico con 1500 soldados. El ejército de ese país lanzará el Radarsat 2, un sistema por satélite que permitirá vigilar el Ártico.
El objetivo canadiense no solo es reforzar su control territorial, sino también establecer una posición firme en futuras conversaciones sobre el paso del Noroeste, el atajo que durante tanto tiempo se buscó entre Europa y Asia. El Pentágono ha centrado su atención en otra parte. La marina estadounidense gastó 25 millones de dólares anuales en investigación polar en la década de 1990, y en 2001 publicó un informe en el que advierte de que las armas y los barcos no se diseñaron con las condiciones árticas en mente, y que los gráficos, los sistemas de navegación y las redes logísticas son inadecuadas para el norte.
En ese contexto y en previsión del dominio del paso polar al abrirse este para la navegación debido al calentamiento global, Canadá y Dinamarca en 2022 han decido dividir la isla Hans entre los dos estados, una pequeña isla deshabitada, situada en el centro del canal de Kennedy en el estrecho de Nares — el estrecho que separa isla de Ellesmere, Canadá, del norte de Groenlandia, y que conecta la bahía de Baffin con el mar de Lincoln.
Pero en los cambios presupuestarios posteriores a los atentados del 11 de septiembre, la marina redujo fuertemente el gasto en investigación polar. Además, los tres grandes rompehielos estadounidenses se están deteriorando. En agosto de 2007, una expedición dirigida por Artur Chilingarov colocó una bandera Rusa en el fondo marino al finalizar la expedición para demostrar que el Ártico es una extensión de la Cordillera Lomonósov y Mendeléev, y con esto reclamar 1.2 millones de kilómetros cuadrados, la información obtenida será analizada para someter el reclamo ante la ONU. La región en disputa puede contener no solo grandes cantidades de hidrocarburos sino también oro, diamantes y otros recursos naturales.